# Marcel Capelle
Marcel Capelle (11 de dezembro de 1904 - 8 de fevereiro de 1996) foi um antigo futebolista francês. Participou da Copa do Mundo de 1930.